# Das Schicksal ist ein mieser Verräter

Schriftzug der deutschen Ausgabe

Das Schicksal ist ein mieser Verräter (Original: The Fault in Our Stars) ist ein Roman des US-amerikanischen Schriftstellers John Green. Der Jugendroman erschien am 10. Januar 2012 bei Dutton (Penguin Verlag) und wurde gleich in der ersten Verkaufswoche auf Platz 1 der New-York-Times-Bestenliste für Kinder- und Jugendliteratur geführt. Unter dem Titel Das Schicksal ist ein mieser Verräter erschien der Roman am 30. Juli 2012 in der deutschen Übersetzung von Sophie Zeitz.

## Hintergrund
John Green kündigte am 29. Juni 2011 die Veröffentlichung seines vierten Romans für Mai 2012 an und gab gleichzeitig den Titel bekannt. Dieser ist an eine Zeile aus Shakespeares Drama Julius Cäsar angelehnt, wo es heißt: „The fault, dear Brutus, is not in our stars,/But in ourselves, that we are underlings.“ Kurze Zeit nach Bekanntgabe des Titels stieg der Roman allein durch die Vorbestellungen an die Spitze der Verkaufscharts von Amazon und Barnes & Noble, obwohl zu diesem Zeitpunkt weder Inhalt noch Covergestaltung bekannt waren. Green kündigte zudem an, sämtliche Exemplare der ersten Auflage eigenhändig zu signieren.
Im September 2012 war John Green für eine kurze Lesereise in vier deutschen Städten, unter anderem in Berlin im Kinder- und Jugendprogramm des 12. internationalen Literaturfestivals Berlin.
Das Buch gewann in der Hörbuchfassung die Auszeichnung Kinder- und Jugend-Hörbuch des Jahres, die gemeinsam vom hr2 und dem Börsenblatt-Wochenmagazin für den Deutschen Buchhandel vergeben wird. Es gewann außerdem 2012 den LovelyBooks Leserpreis in der Kategorie Allgemeine Literatur.

## Inhalt
Die sechzehnjährige Hazel Grace Lancaster leidet seit drei Jahren an Schilddrüsenkrebs mit Metastasen in der Lunge, konnte aber durch die Anwendung eines neuen Medikaments überleben. Ihr Lieblingsbuch ist Ein herrschaftliches Leiden von Peter van Houten. Zur Beruhigung ihrer Eltern besucht sie eine Selbsthilfegruppe für Krebspatienten, wo sie den siebzehnjährigen  Augustus „Gus“ Waters kennenlernt, dem infolge eines Knochentumors ein Bein amputiert werden musste. Sie bewundert seine lockere Art und den Umgang mit seiner Krebserkrankung. Die beiden verbringen immer mehr Zeit miteinander und ihre Beziehung wird enger. Doch Hazel möchte Gus vor dem Schmerz ihres unvermeidlichen Todes bewahren – sie betrachtet sich selbst als „Zeitbombe“, die irgendwann hochgehen und jeden, der ihr nahesteht, verletzen wird – und beschließt, sich nicht mehr mit ihm zu treffen.
Mit einer schweren Lungenentzündung landet Hazel im Krankenhaus. Während ihrer Genesung wird sie mehrmals von Gus besucht, der ihr versichert, dass sie ihm viel mehr bedeute als jeder Schmerz, den sie ihm zufügen könnte. Er will ihr ihren Herzenswunsch, nämlich Peter van Houten, den Autor ihres Lieblingsbuches, in Amsterdam zu besuchen, erfüllen; er hat bei einer Organisation, die krebskranken Kindern Herzenswünsche erfüllt (eine Fantasieversion der realen Make-A-Wish-Foundation), noch einen Wunsch frei, den er nun für Hazel einsetzen möchte. Nach längeren Diskussionen mit den Eltern und den Ärzten erhalten die beiden die Erlaubnis, in Begleitung von Hazels Mutter nach Amsterdam zu reisen.
Das Treffen mit van Houten wird jedoch eine Enttäuschung, da dessen Sekretärin Lidewij Vliegenthart den Besuch ohne das Wissen ihres Arbeitgebers organisiert hat, der ein unfreundlicher, zynischer Alkoholiker geworden ist. Er weigert sich, die Fragen der Jugendlichen zu beantworten, und verhält sich ihnen gegenüber beleidigend, woraufhin Lidewij kündigt und mit den enttäuschten Jugendlichen das Haus verlässt. Die drei besuchen das Anne-Frank-Haus, wo es zum ersten Kuss zwischen Hazel und Gus kommt. Zurück im Hotel schlafen sie miteinander.
Am letzten Tag in Amsterdam erzählt Gus Hazel, dass sein Tumor in einer aggressiveren Form zurückgekehrt sei. Er beginnt eine starke Therapie, doch werden ihm keine großen Überlebenschancen mehr gegeben. Sein Zustand verschlechtert sich rapide und er schlägt Hazel und seinem besten Freund Isaac vor, eine Vor-Beerdigung in seiner Anwesenheit abzuhalten, sodass er die Nachrufe auf sich selbst hören kann. Acht Tage nach der Vor-Beerdigung stirbt Gus. Hazel hält einen Nachruf und bemüht sich, die Angehörigen zu trösten. Nach der Beerdigung trifft sie auf Peter van Houten, der eigens zu der Beerdigung nach Amerika gereist ist; er erzählt ihr, dass seine eigene Tochter vor Jahren an Krebs gestorben sei und er diese in die Protagonistin von Ein herrschaftliches Leiden, Anna, habe einfließen lassen. Daraus erklärt sich auch seine Feindseligkeit bei ihrem ersten Treffen in Amsterdam, bei dem Hazel ihn zu sehr an Anna erinnerte. Hazel ermutigt ihn, eine Fortsetzung des Buches zu schreiben.
Schließlich findet Hazel heraus, dass Gus kurz vor seinem Tod noch etwas für sie geschrieben hat, und sucht nach den offenbar aus seinem Notizblock herausgerissenen Seiten. Lidewij entdeckt Gus’ Brief zwischen van Houtens Fanpost und schickt ihn zurück an Hazel. Es handelt sich um einen Nachruf an Hazel.

## Film
Am 12. Juni 2014 kam die Verfilmung von Josh Boone in die deutschen Kinos. Shailene Woodley übernahm die Rolle der Hazel, Ansel Elgort die des Augustus und Willem Dafoe die von Peter Van Houten.